# Arrondissement Blois
Das Arrondissement Blois ist eine Verwaltungseinheit des französischen Départements Loir-et-Cher innerhalb der Region Centre-Val de Loire. Hauptort (Präfektur) ist Blois.
Es besteht aus acht Kantonen und 93 Gemeinden.

## Kantone
- Blois-1
- Blois-2
- Blois-3 (mit 10 von 13 Gemeinden)
- Chambord (mit 16 von 23 Gemeinden)
- La Beauce
- Onzain
- Veuzain-sur-Loire
- Vineuil

## Gemeinden
Die Gemeinden des Arrondissements Blois sind:
| 1. Autainville (41006)                         | 2. Avaray (41008)                  | 3. Averdon (41009)                    | 4. Bauzy (41013)                      |
| 5. Beauce la Romaine (41173)                   | 6. Binas (41017)                   | 7. Blois (41018)                      | 8. Boisseau (41019)                   |
| 9. Bracieux (41025)                            | 10. Briou (41027)                  | 11. Candé-sur-Beuvron (41029)         | 12. Cellettes (41031)                 |
| 13. Chailles (41032)                           | 14. Chambord (41034)               | 15. Champigny-en-Beauce (41035)       | 16. Chaumont-sur-Loire (41045)        |
| 17. Cheverny (41050)                           | 18. Chitenay (41052)               | 19. Conan (41057)                     | 20. Concriers (41058)                 |
| 21. Cormeray (41061)                           | 22. Courbouzon (41066)             | 23. Cour-Cheverny (41067)             | 24. Cour-sur-Loire (41069)            |
| 25. Crouy-sur-Cosson (41071)                   | 26. Épiais (41077)                 | 27. Fontaines-en-Sologne (41086)      | 28. Fossé (41091)                     |
| 29. Françay (41093)                            | 30. Herbault (41101)               | 31. Huisseau-sur-Cosson (41104)       | 32. Josnes (41105)                    |
| 33. La Chapelle-Saint-Martin-en-Plaine (41039) | 34. La Chapelle-Vendômoise (41040) | 35. La Chaussée-Saint-Victor (41047)  | 36. La Ferté-Saint-Cyr (41085)        |
| 37. La Madeleine-Villefrouin (41121)           | 38. Lancôme (Loir-et-Cher) (41108) | 39. Landes-le-Gaulois (41109)         | 40. Le Plessis-l’Échelle (41178)      |
| 41. Les Montils (41147)                        | 42. Lestiou (41114)                | 43. Lorges (41119)                    | 44. Marchenoir (41123)                |
| 45. Marolles (41128)                           | 46. Maslives (41129)               | 47. Maves (41130)                     | 48. Menars (41134)                    |
| 49. Mer (41136)                                | 50. Mesland (41137)                | 51. Monteaux (41144)                  | 52. Monthou-sur-Bièvre (41145)        |
| 53. Montlivault (41148)                        | 54. Mont-près-Chambord (41150)     | 55. Muides-sur-Loire (41155)          | 56. Mulsans (41156)                   |
| 57. Neuvy (41160)                              | 58. Oucques La Nouvelle (41171)    | 59. Rhodon (41188)                    | 60. Rilly-sur-Loire (41189)           |
| 61. Roches (41191)                             | 62. Saint-Bohaire (41203)          | 63. Saint-Claude-de-Diray (41204)     | 64. Saint-Cyr-du-Gault (41205)        |
| 65. Saint-Denis-sur-Loire (41206)              | 66. Saint-Dyé-sur-Loire (41207)    | 67. Saint-Étienne-des-Guérets (41208) | 68. Saint-Gervais-la-Forêt (41212)    |
| 69. Saint-Laurent-des-Bois (41219)             | 70. Saint-Laurent-Nouan (41220)    | 71. Saint-Léonard-en-Beauce (41221)   | 72. Saint-Lubin-en-Vergonnois (41223) |
| 73. Saint-Sulpice-de-Pommeray (41230)          | 74. Sambin (41233)                 | 75. Santenay (41234)                  | 76. Séris (41245)                     |
| 77. Seur (41246)                               | 78. Suèvres (41252)                | 79. Talcy (41253)                     | 80. Thoury (41260)                    |
| 81. Tour-en-Sologne (41262)                    | 82. Valaire (41266)                | 83. Valencisse (41142)                | 84. Valloire-sur-Cisse (41055)        |
| 85. Veuzain-sur-Loire (41167)                  | 86. Vievy-le-Rayé (41273)          | 87. Villebarou (41276)                | 88. Villefrancœur (41281)             |
| 89. Villeneuve-Frouville (41284)               | 90. Villerbon (41288)              | 91. Villermain (41289)                | 92. Villexanton (41292)               |
| 93. Vineuil (41295)                            |                                    |                                       |                                       |

## Neuordnung der Arrondissements 2017

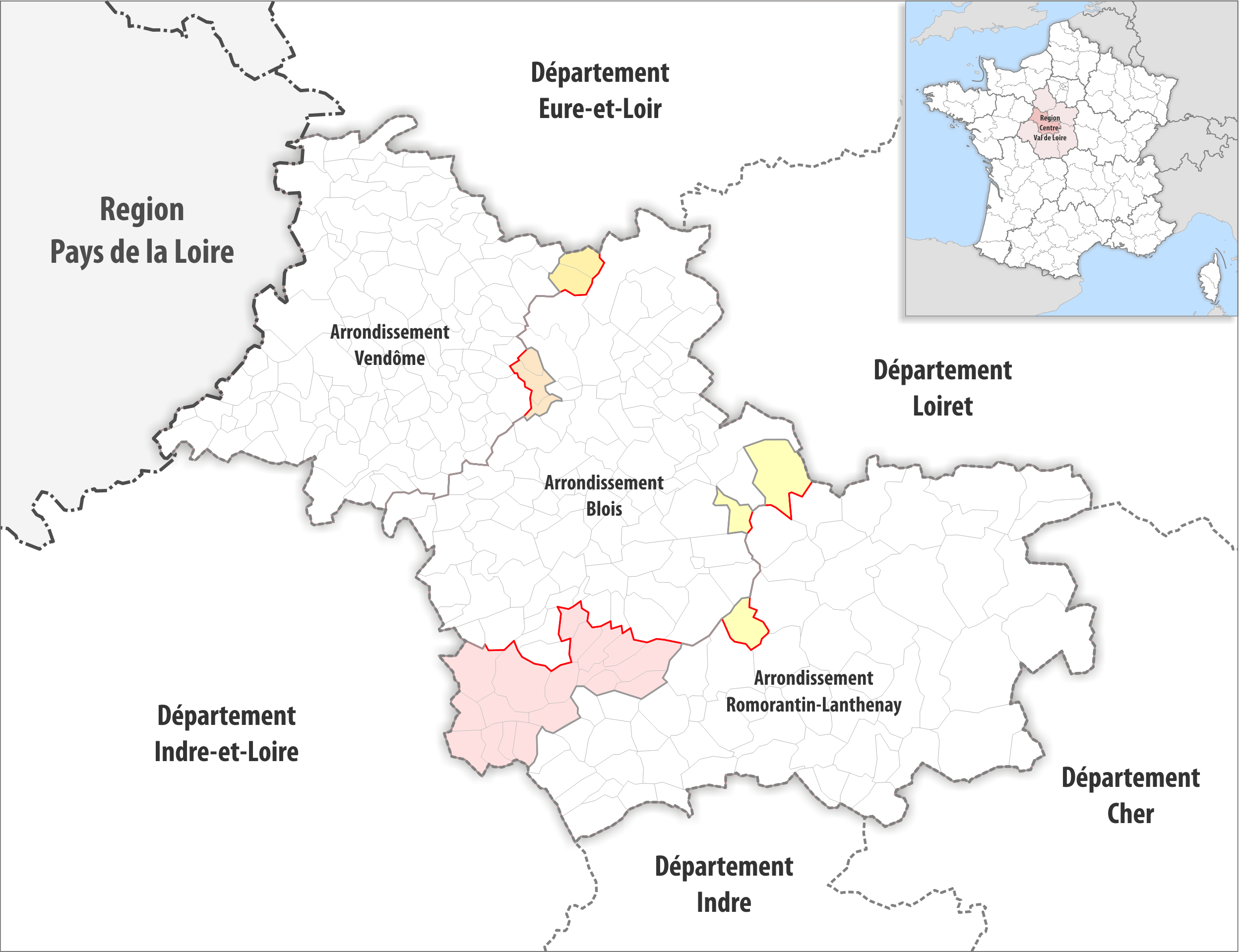
Arrondissementsanpassungen im Jahr 2017

Durch die Neuordnung der Arrondissements im Jahr 2017 wurde aus dem Arrondissement Vendôme die zwei Gemeinden Épiais und Rhodon sowie die Fläche der ehemaligen Gemeinde Sainte-Gemmes und aus dem Arrondissement Romorantin-Lanthenay die drei Gemeinden Courmemin, La Ferté-Saint-Cyr und Thoury dem Arrondissement Blois zugewiesen.
Dafür wechselte aus dem Arrondissement Blois die 17 Gemeinden Angé, Chissay-en-Touraine, Contres, Faverolles-sur-Cher, Feings, Fougères-sur-Bièvre, Fresnes, Monthou-sur-Cher, Montrichard Val de Cher, Oisly, Ouchamps, Pontlevoy, Saint-Georges-sur-Cher, Saint-Julien-de-Chédon, Sassay, Thenay und Vallières-les-Grandes zum Arrondissement Romorantin-Lanthenay und die zwei Gemeinden Moisy und Ouzouer-le-Doyen zum Arrondissement Vendôme.

## Neuordnung der Arrondissements 2019
2019 wechselte die Gemeinde Courmemin wieder vom Arrondissement Blois zum Arrondissement Romorantin-Lanthenay zurück.

## Ehemalige Gemeinden seit der landesweiten Neuordnung der Kantone
bis 2017: Baigneaux, Beauvilliers, Chambon-sur-Cisse, Chouzy-sur-Cisse, Coulanges, Onzain, Oucques, Sainte-Gemmes, Seillac, Veuves
bis 2016: La Colombe, Molineuf, Orchaise, Membrolles, Ouzouer-le-Marché, Prénouvellon, Semerville, Tripleville, Verdes